# روبرت هايند
روبرت أوبري هايند (بالإنجليزية: Robert Aubrey Hinde)‏ عالم حيوان إنجليزي، وأستاذ في الجمعية الملكية بجامعة كامبريدج، وُلد في نورتش بإنجلترا في 26 أكتوبر 1923. تلقى تعليمه هايند في كلية سانت جونز وكلية باليول في أكسفورد. وحصل على الدكتوراه من جامعة أوكسفورد عام 1950.
كان هايند رئيس كلية سانت جونز، بجامعة كامبريدج في الفترة من عام 1989 حتى عام 1994، ورئيس مؤتمر باجواش للعلوم والشؤون الدولية. وهو داعم ذو ثقل للرابطة البريطانية الإنسانية. ودرس تطبيق البيانات البيولوجية والنفسية لفهم أساس الدين والأخلاق والقضاء على أسباب الحرب.